# Newport, Maine
Newport är en ort i Penobscot County i delstaten Maine, USA.